# Athyrium tripinnatum
Athyrium tripinnatum är en majbräkenväxtart som beskrevs av Tag. Athyrium tripinnatum ingår i släktet Athyrium och familjen Athyriaceae. Inga underarter finns listade.